# Eilvese
Eilvese is een dorpje in de Duitse deelstaat Nedersaksen. Het was tot maart 1974 een zelfstandige gemeente. Sindsdien maakt het deel uit van de gemeente Neustadt am Rübenberge.
De plaats ligt op 7 km afstand van Steinhuder Meer.
Van 1914 tot 1931 bevond zich ten zuiden van de plaats een 260 meter hoge zendinstallatie (Überseesender Eilvese).

## Verkeer en vervoer
In Eilvese is een halte van de S-Bahn van Hannover.